# قورغالجین

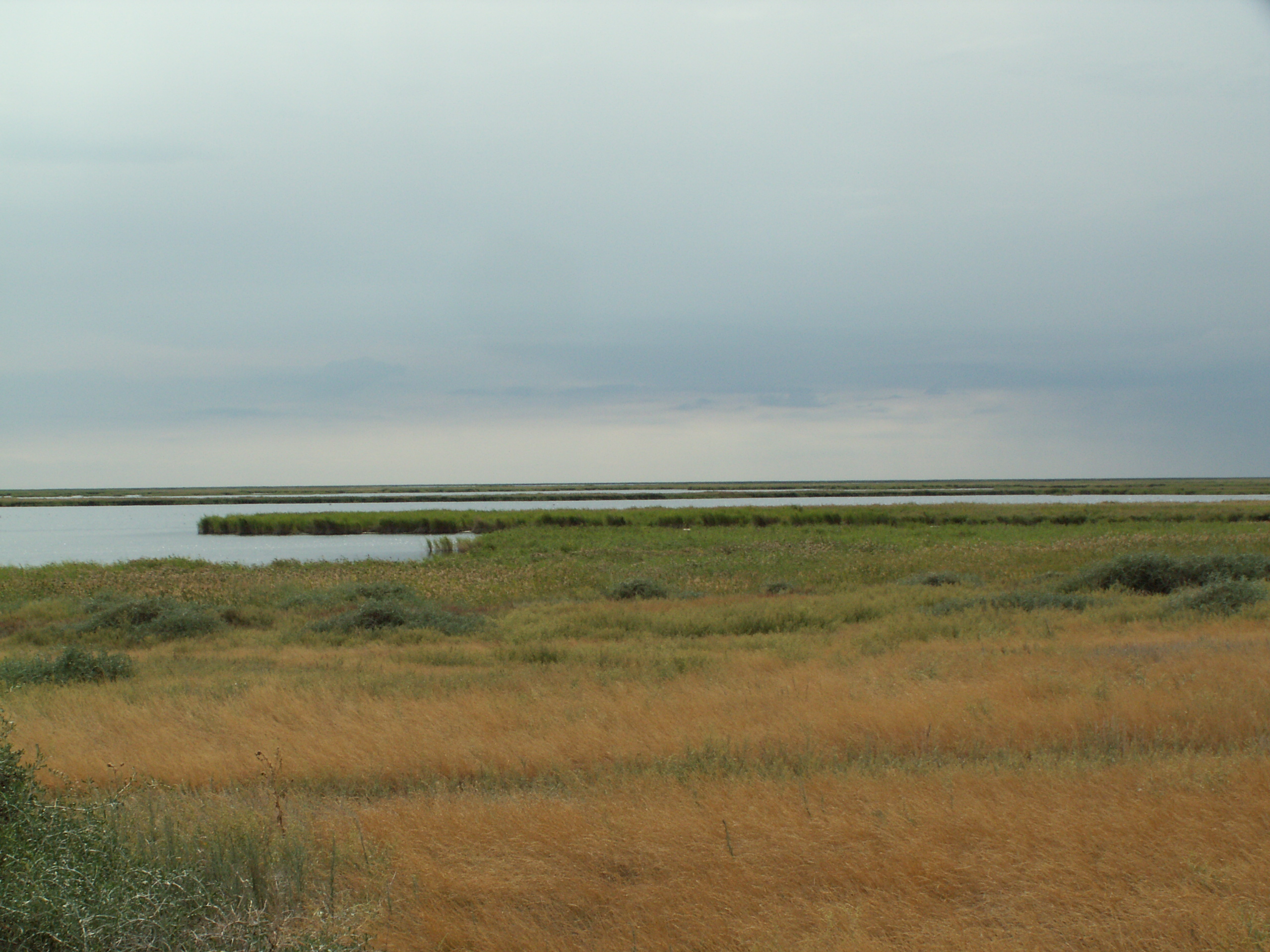
چشم اندار تالابی در قورغالجین

قورغالجین (قزاقی: Қорғалжын، قورعالجىن) یک سکونتگاه مسکونی در قزاقستان است که در استان آق‌مولا واقع شده‌است.